# Фустанела
Фустанела је традиционална плисирана одећа налик сукњи која се такође назива килт који носе мушкарци на Балкану.
Албанска традиционална ношња са фустанелом идентификовала је специјалне трупе које су Албанци чинили унутар Отоманског царства, чија је војна храброст постала позната, посебно у доба отоманских албанских паша Алија од Јанине и Мухамеда Алија од Египта. Током касног XVIII и почетка XIX века носили су га албански ратници у Напуљској краљевини и на Јонским острвима. Током 1810-их, албанску ратничку хаљину званично је усвојио британски пук на Јонским острвима. Током 1820-их, постао је главни визуелни симбол фихеленизма, а током грчког рата за независност носили су га револуционарни борци. У то време његова озлоглашеност као симбол мушке храбрости и херојства знатно је порасла широм Отоманског царства и проширила се широм Европе. Након грчке независности, фустанела и пратећи везени прслуци и сакои су усвојени од стране грчке војске у настајању. Године 1835. проглашена је за званичну дворску ношњу и на крају је постала грчка национална одећа. Албанско-грчко одело је после тога стекло популарност међу народима који су желели да се храбро, херојски облаче.
У модерно доба, фустанела је део балканских народних ношњи. У Грчкој, кратку верзију фустанеле носе церемонијалне војне јединице као што су Евзони од 1868. У Албанији га је носила Краљевска гарда у међувојно доба. И Грчка и Албанија тврде да је фустанела национална ношња.

## Порекло
Фигурина од теракоте са одећом од фустанеле (тј. плисирана сукња коју је носио мушкарац) пронађена је у Драчу, у данашњој централној Албанији, која датира из IV века нове ере, што јасно пружа рани археолошки доказ о фустанели.
Према једној хипотези, фустанелу су првобитно носили Илири. Тврдило се да је у XIII веку фустанела била уобичајена одећа далматинских мушкараца, сматрана једним од илирских предака Албанаца. Сир Артур Еванс је рекао да је албанска фустанела сељанки (која се носила преко и изнад словенске кецеље) која живе у близини савремених босанско - црногорских граница била очуван илирски елемент међу локалним словенским говорним становништвом.
Неки научници су претпоставили да је албанско-илирски килт постао оригинални образац римске војне одеће. Барон Франц Нопцса је даље теоретисао да се келтски килт појавио након што су римске легије увеле албански килт Келтима у Британији.
Неки научници сугеришу римско порекло, повезујући фустанелу са статуама римских царева који су носили плисиране тунике до колена. Према једној варијанти овог гледишта, са ширењем Римљана на хладније климе у централној и северозападној Европи, додавало би се више набора да би се обезбедила већа топлина; према другој варијанти овог гледишта фолклористице Јоане Папантонију, фустанела је на крају настала од келтског килта, како су га сматрале римске легије, који је служио као оригинални прототип.
Што се тиче килтова, генерално се сматра да их не носе келтски ратници из римског доба и да су уведени у Шкотско горје ц. XVI век нове ере.
Други научници су претпоставили да је фустанела изведена из низа древних грчких одевних предмета као што су хитон (или туника) и chitonium (или кратка војна туника). Ова хипотеза укључује везу са древном статуом (III век пре нове ере) која се налази у области око Акропоља у Атини. Међутим, није сачувана ниједна античка грчка одећа која би потврдила да је порекло фустанеле у плисираној одећи или хитонима које су носили мушкарци у класичној Атини.
У Византијском царству носила се плисирана сукња позната као подеа (грчки: ποδεα). Носилац подее био је повезан са типичним херојем или акритичким ратником и може се наћи у налазима из XII века који се приписују цару Мануелу I Комнену (р. 1143–1180).

## Употреба

### Албанија
На албанским територијама фустанела је коришћена вековима пре отоманске владавине. Фустанела је приказана на фрагменту керамике мајолике из XIII века из Драча. Документ из XIV века (1335) који наводи низ предмета укључујући порхет (платно од памука), који су заплењени од једног морнара у луци реке Дрим у региону Скадарског језера у Албанији. У касном византијском и раном отоманском периоду јужни Албанци су мигрирали у Грчку и јужну Италију, доносећи са собом свој обичај, језик и одећу, укључујући и одећу фустанела.  У XIX веку употреба фустанеле протезала се кроз све албанске насељене крајеве и постала је етничка ношња карактеристична за албанске мушкарце.
Албанска традиционална ношња са фустанелом идентификовала је специјалне трупе које су Албанци чинили унутар Отоманског царства, чија је војна храброст постала позната, посебно у доба отоманских албанских паша Алија од Јанине и Мухамеда Алија од Египта. У Наполеоново доба (1799–1815) албанске најамничке трупе (муслимански Арнаут), чија је традиционална ношња укључивала фустанелу, убрајане су у плаћене трупе турске владе, заједно са трупама јаничара. Након распуштања јањичарског корпуса 1826. године, албанске трупе су биле ангажоване у разним војскама као погранични батаљони када је Махмуд II основао нову Мансурову војску у оквиру османске војске. Током 1820-их, власти османских покрајинских влада су генерално преферирале арнаутске плаћеничке трупе у односу на било коју од трупа стајаће војске.
Током касног XVIII и почетка XIX века албански ратници су носили своју традиционалну ношњу са фустанелом у Краљевини Напуљ и на Јонским острвима. Између 1807. и 1814. године носили су га припадници албанског пука француске војске, који су се састојали углавном од албанских ратника. Током 1810-их, албанска ратничка хаљина званично је усвојена као стандардизована војна униформа 1. пука грчке лаке пешадије британске војске, коју су углавном чинили Албанци и Грци.
Фустанелу су страни научници и путници сматрали типичном албанском ношњом, која је карактерисала Албанце са становишта одевања током многих векова, посебно у XVIII и XIX веку. Године 1805. Вилијам Мартин Лик је известио да су је носили оружници албанских бегова у Мореји и да „албанска хаљина сваким даном постаје све уобичајенија, како у Мореји тако иу остатку Грчке“. Године 1807. Лик је известио да су званичници албанског владара Али- паше од Јанине, укључујући и његове синове, били обучени у складу са албанском традицијом. Између 1809–1810, у оквиру области савремене јужне Албаније и северозападне Грчке, британски путник Џон Кам Хобхаус приметио је да се приликом путовања из грчког говорног подручја (регија јужно од Делвинакија ) у подручје албанског говорног подручја (у правцу Ђирокастре и његових околних језика) десила промена дела језика из различитих околина. Они који говоре албански су носили кошуљу и килт Камиса, док су они који говоре грчки носили вунене панталоне.
Почетком XIX века, други британски путници у региону приметили су албанску ношњу, посебно 1809. године Лорд Бајрон га је прославио и описао као „највеличанственији на свету, који се састоји од дугачког белог килт-а, златом обрађеног огртача, гримизно-баршунасте златне јакне и капута, сребрног и бодежног пиштоља“. Реномирана албанска одећа није била званична униформа украшена ознакама, већ традиционална ношња са малим разликама у зависности од регионалне локације или личних преференција носиоца. Након што га је Бајрон, који је био најутицајнији Филелин тог времена, прославио и описао, албанска традиционална ратничка ношња постала је главни визуелни симбол фихеленизма 1820-их,  појављује се у широкој римској графији. клефт и арматоле ратници грчке револуције. Албанска традиционална ношња са фустанелом била је веома омиљена међу балканским народима, а угледали су је и многи други народи. Његово ширење међу суседним народима као што су Грци, па чак и Турци, документују историчари тог времена.
Током 1848–1849, британски сликар Едвард Лир путујући подручјем савремене Албаније приметио је да је фустанела за Албанце карактеристична национална ношња. Други уметници који су посетили јужну Албанију средином XIX века приказивали су пејзаже са Албанцима у традиционалној ношњи са фустанелом, као што су Хенри Кук и Џорџ де ла Поер Бересфорд.
Током XIX века употреба фустанеле се носила преко уског tirq панталоне међу мушким албанским Гхеговима од стране сеоских група Малесоре или горштака из племена Клименти, Бериша, Шаља и Хоти. Они су резервисали употребу фустанеле за елите током важних и формалних прилика као што су решавање спорова, избор локалних племенских представника и изјаве верности. Током 1920-их, фустанела је почела да излази из моде међу Тосковима замењена одећом у западном стилу коју су направили локални кројачи.
Албанска фустанела има око шездесет набора, или обично умерен број. Израђен је од тешког домаћег ланеног платна. Историјски гледано, сукња је била довољно дуга да покрије целу бутину (укључујући колено), остављајући само потколеницу откривену. Обично су га носили имућни Албанци који би такође излагали украшени јатаган са стране и пар пиштоља са дугим исклесаним сребрним дршкама у појасу. Општи обичај у Албанији је био да се беле сукње умаче у отопљену овчију сало са двоструком сврхом да буду водоотпорне и мање видљиве на даљину. Обично су то радили војници (на албанском трима ). Након вађења из котлића, сукње су окачене да се осуше, а затим притиснуте хладним пеглама како би се створиле наборе. Тада су имали досадно сиви изглед, али никако нису били прљави.
Јакна, ношена уз фустанелу у албанској ношњи, има слободну рупу за руку која омогућава пролаз руке, док су рукави, причвршћени само на горњем делу рамена, забачени уназад. Рукави се обично не носе иако носилац има могућност да их обуче. Постоје три врсте обуће које допуњују фустанелу: 1) кундра, то су црне ципеле са металном копчом, 2) шола, које су сандале са кожним тангама које се вежу око неколико центиметара изнад скочног зглоба, 3) опинга, што је мекана кожна ципела, које су, када су окренуте на горе, са црним врховима, намењене за децу, вуне.
Године 1914. новоформиране грчке оружане снаге Аутономне републике Северни Епир (1913–1914) у почетку нису имале сопствене војне униформе, али су касније војници усвојили униформе Евзоне. Данас међу грчким становништвом у јужној Албанији, сигуни, капут без рукава од густе беле вуне, носи се преко фустанеле у областима Дропула и Тепелене.

### Бугарска
Албанска традиционална ратничка ношња са фустанелом проширила се међу Бугарима, око две деценије након што су је обукли револуционари из грчког рата за независност 1820-их, када се њена озлоглашеност као симбол мушке храбрости и херојства проширила широм региона. Албанско-грчко одело постало је популарно нарочито међу младићима који су желели да се сликају у херојској пози, иако нису били укључени у борбу за независност.

### Египат
Велики број албанских гардиста и јаничарских трупа који су се населили на обалама Нила током ране владавине династије Мехмеда Алија били су познати по својој разметљивости, оружју и ношњи, посебно по наборима својих типичних белих фустанела. Ти костими су играли главну улогу у сликама Жан-Леона Жерома.
Албански добровољци и пешадија на коњима у Египту су називани Арнаутима, а били су веома цењени у египатској војсци, посебно због своје традиционалне улоге борца, стручњака за планинске борбе, патролирања и телохранитеља. Савремени коментатори о њиховој хаљини описали су њихову фустанелу као „белу много пресавијену” и „белу платнену подсукњу огромне величине, која виси у безбројним плетеницама од струка до колена”.
Током 1930-их фустанела је наставила да карактерише албанске стражаре у Египту, о чему је сведочио египатски научник Магди Вахба око робних кућа у Каиру.

### Грчка
Претпоставља се да је фустанела већ била у уобичајеној употреби у грчким земљама још у XII веку. Византијски ратници, посебно Акрити, који носе фустанелу, приказани су у савременој византијској уметности. На уломцима византијске керамике из Грчке, Кипра  и Херсонеса  приказани су ратници како носе оружје и носе тешке набране фустанеле. То потврђују и средњовековне грчке акритичке песме XII века; сугерисано је да су илуминисани рукописи песама из XI века послужили као прототипови за касније приказе. Одежда је такође приказана на фрескама из раног XIV века у цркви Светог Николе Орфаноса у Солуну и цркви Светог Крста Ајазматија на Кипру. Пуно набрану фустанелу носили су византијски акритички ратници првобитно као војну одећу, и чини се да је била резервисана за људе од значаја. Често се носио заједно са луковима, мачевима или бојним секирама и често је приказиван прекривен спојеним стезником или прслуком од верижњаче. Будући да је прикладна одећа за герилске планинске јединице, можда су је носили клефти Грчке револуције 1821–1830 из истог разлога што су га раније носили акритаи ратници из византијског доба.
Јужни Албанци су увели своју традиционалну ношњу са фустаном када су мигрирали на територије данашње Грчке, која је касније постала део националне ношње Грчке као последица њиховог насељавања у том региону. Албанска ратничка ношња са фустаном проширила се међу наоружаним нерегуларним борцима – клектима и арматолима – у предреволуционарном периоду, а носили су је и револуционарни борци током Грчког рата за независност. Почетком 19. века, популарност ове ношње порасла је међу грчким становништвом. Током периода постреволуционарне Грчке, делови грчког друштва, попут градског становништва, одбацили су турски стил одеће и прихватили фустанелу, која је симболизовала солидарност с новом грчком демократијом. Филхеленски ентузијазам за фустанелу опстао је упркос сазнању о њеном албанском пореклу. Након тога је постало тешко разликовати фустанелу као одећу коју су носили мушки Арванити од одеће коју је носио шири део грчког друштва. Њена популарност на Мореји (Пелопонезу) приписује се утицају арванитске заједнице на Хидри и другим албанско-говорним насељима у том подручју. Међутим, становници Хидре нису могли имати значајну улогу у њеном развоју, јер они сами нису носили фустанелу, већ ношње сличне онима које су носили остали грчки острвљани. У другим деловима Грчке, популарност фустанеле приписује се успону Албанаца као османске владајуће класе, попут Али Паше, полуавтономног владара пашалука Јањине. У тим областима, њена лагана израда и практичност, у поређењу с одећом грчке горње класе тог доба, такође су допринеле томе да постане популарна међу њима.
Костим у албанском стилу са фустанелом користили су на Јонским острвима албански ратници, првобитно у оквиру албанске милиције коју су подигли Руси 1799. године, а која је 1807. пренета Французима, након опоравка Јонских острва. Дана 12. октобра 1807. Наполеон је такође одобрио регрутовање око 3.000 Албанаца који су се преселили на Јонска острва, углавном избеглица које су бежале са албанске обале због строге власти отоманског албанског владара Али-паше од Јанине. Дана 12. децембра 1807. организовани су као Албански пук. Додатно су регрутовани локални Грци, Италијани и Далматинци, али пук никада није добио званично формирање од 3.254.
Први пут фустанела је ношена као део стандардизоване војне униформе на територији данашње Грчке 1810. године у британском пуку Закинтос, који се састојао углавном од Албанаца и Грка. Људи из пука су пријављени да су носили "албанску хаљину"; у њиховим наредбама је писало да се „одећа и опрема морају сашити на албански начин“. Војници су носили црвене јакне са жутим манжетнама, облогама и украсима; за официре су то биле златно-беле, преко беле кошуље, фоустанела, панталоне и чарапе.
На Пелопонезу, Грци из Манија нису традиционално носили фустанелу, већ су облачили обимне панталоне. Писани доказ да је нека верзија албанске ношње била у употреби на Пелопонезу пружио је Вилијам Мартин Лик у марту 1805, када је срео локалног албанског бега у пратњи албанских војника. Лик је такође писао о албанској ношњи током посете Хасан-беју, гувернеру Монемвасије, извештавајући да „албанска хаљина из дана у дан постаје све уобичајенија, како у Мореји, тако иу остатку Грчке; у овој последњој због великог повећања албанске моћи; у Мореји, вероватно као последица просперитета албанског насеља Идра и пелоса, који је насеље албанских пела, направљени су у неким деловима Мореје, посебно у Арголиди, као иу суседним провинцијама Атике и Беотије“.
Након стицања грчке независности, фустанела и повезани везени прслуци и јакне које су носили револуционарни борци усвојила је грчка војска у настајању. Године 1835. проглашена је званичном дворском ношњом од стране грчког краља Отона и на крају је постала грчка национална одећа.
Током владавине краља Отона (1832–1862), фустанелу су носили краљ, краљевски двор и војска, док је постала службена униформа наметнута државним званичницима да носе чак и када су у иностранству. У том периоду систем одевања у Грчкој је еволуирао и већина Грка је све више носила европску одећу, док је традиционална одећа још увек била очувана у селима. Униформа са типичном фустанелом користила се углавном у војсци, као и на свечаним догађајима и гозбама.
У Кримском рату (1853–1856) фустанелу су носили добровољци који су служили у Грчкој добровољачкој легији. Године 1855. инсистирало се да грчки добровољци напусте фустанелу и усвоје униформе које су биле сличне руским; тврдећи да ношња Грка није прикладна за војне услове. Аристидис Крисовергис, један од команданата, оштро се томе противио и одбио је да скине фустанелу.
Грчки сељани албанског порекла наставили су да свакодневно носе фустанелу или поукамисо (издужену кошуљу) све до XX века. Од Румелиота, номадски пастири Каракачани који су говорили грчки су носили или панталоне или фустанелу, у зависности од локалне традиције. Цинцари, народ који је говорио латински и који је живео у Грчкој, такође су носили фустанелу или панталоне у зависности од региона.
У погледу географске распрострањености, фустанела никада није постала део одеће која се носила на егејским острвима, док се на Криту повезивала са херојима грчког рата за независност (1821) у локалним позоришним представама и ређе као владина униформа. Мушкарци грчке председничке гарде, основане 1868. године, носе фустанелу као део своје службене хаљине. До краја XIX века, популарност фустанеле у Грчкој почела је да бледи када је уведена одећа у западном стилу.
Филм фустанела (или драма фустанела) био је популаран жанр у грчкој кинематографији од 1930-их до 1960-их. Овај жанр је био наглашен на приказима руралне Грчке и био је фокусиран на разлике између руралне и урбане Грчке. Уопштено говорећи, нудио је идеализовани приказ грчког села, где је фустанела била типична слика. У Грчкој се одећа данас види као реликт из прошлог времена са којим се већина припадника млађих генерација не идентификује.
Грчка фустанела се разликује од албанске фустанеле по томе што бивша одећа има већи број набора. На пример, „Младожењин капут“, ношен широм округа Атике и Беотије, био је врста грчке фустанеле јединствене по својих 200 набора; млада би га купила као свадбени поклон свом младожењи (ако би могла да приушти одећу). Фустанела се носи уз илеки (болеро), мендани (прслук) и фермели (капут без рукава). Селачи (кожни појас) са златним или сребрним везом, носи се око струка преко фустанеле, у коју су арматолои и клефтови стављали своје руке.
Током XVIII и раног XIX века, сукње су висиле испод колена, а поруб одеће је скупљен заједно са подвезицама док је био увучен у чизме како би се створио ефекат „блузе“. Касније, за време баварског регенства, сукње су скраћене да би се створила нека врста таласастог панталона који се заустављао изнад колена; ова одећа се носила са цревом, или са шубарама или украсним кломпама. Ово је костим који носе Евзони, лаке планинске трупе Хеленске армије. Данас га и даље носи свечана председничка гарда.

### Италија
Фустанела је у употреби међу Арберешима од њиховог доласка у Италију.
Крајем XVIII века албанску традиционалну ратничку ношњу са фустанелом носиле су албанске трупе у Напуљској краљевини. Албански пукови су распуштени 1789. године, али су обновљени 1798. године и сачињавали су „Албански батаљон ловачких добровољаца“ (Battaglione Cacciatori Volontari Albanesi). Године 1800. спајају се у Краљевски македонски пук (Real Macedonia), где су војници регрутовани из њихове домовине до 1812. године, када је пук расформиран. Године 1813. 526 ветерана послато је у домовину. Напуљски краљ Фердинанд је 1815. године наредио британском генералу Ричарду Черчу да реорганизује Краљевски македонски пук под називом „Македонски ловци“ (ит. „Cacciatori Macedoni“ ) или „Краљевски Албанци“ (ит. „Real Albanese“ ) или „Краљевски ловци“ (Ит. „Reali Cacciatori“). Године 1818. јединица је укључена у "Страни пук" (ит. "Reggimento Esteri" ), чинећи 1820. његов 3. батаљон који се звао "Ловци на странце" (ит. "Cacciatori Estero"). Распуштена је 6. јула 1820. након покушаја атентата на краља Фердинанда од стране Арбереша Агесила Миланија. Потом су ослобођени војници послати у домовину.
Фустанела је била симбол економског богатства међу Арберешевцима. Носе га Арбереше мушкарци током фестивала.

### Северна Македонија
У Северној Македонији фустанела се носила у областима Азота, Бабуне, Ђевђелије, јужног подручја Јужне Мораве, Овчег поља, Преспанског језера, Скопске Блатије и Тиквеша. У том крају је познат као фустан, ајта или тоска. Употреба термина тоска могла би се приписати хипотези да је ношња уведена у одређене регионе унутар Македоније као културна позајмљеница од Албанаца из Тоскерије (подрегија јужне Албаније).

### Молдавија и Влашка
У XVIII и XIX веку многи страни путници забележили су да су телохранитељи кнежевских дворова Молдавије и Влашке били обучени у албанску фустанелу.

### Турска
У Наполеоново доба (1799–1815) албанске најамничке трупе (муслимански Арнаут), чија је традиционална ношња укључивала фустанелу, убрајане су у плаћене трупе турске владе, заједно са трупама јаничара.
Године 1808. албанске трупе Бајрактар Мустафа-паше марширале су поред новог султана Махмуда II дуж Диван Јолуа, Царског пута који је водио до Царског савета из Цариграда, пратећи султанов мача.
Током 1820-их, власти османских покрајинских влада су генерално преферирале арнаутске плаћеничке трупе у односу на било коју од трупа стајаће војске. После 1826. године ове албанске трупе су биле ангажоване у разним војскама као погранични батаљони када је Махмуд II основао нову Мансурову армију у оквиру османске војске.
У XIX веку албански ратници су нашли изванредно запослење у Истанбулу, ангажовани као чувари страних амбасада и домова богатих. Носили су своју традиционалну хаљину са фустанелом, која је од неуредне ношње прерасла у свечану униформу која је одавала статус њихових послодаваца.
На Баклахоранском годишњем карневалу грчке заједнице у Истанбулу традиционална фустанела била је међу популарним ношњама грчке омладине.

### Сједињене Америчке Државе
У Сједињеним Америчким Државама, фустанела је идентификована са албанском и грчком популацијом. Често се може видети на албанским и грчким народним фестивалима и парадама широм земље.

## Име
Реч фустанела потиче од италијанског fustagno ' порхет ' и -елла (деминутив), тканине од које је направљена најранија фустанела. Ово заузврат потиче од средњовековног латинског fūstāneum, можда деминутивног облика фустиса, „дрвене палице“. Други аутори ово сматрају калком грчког xylino (ξυλινο), буквално „дрвени“ тј. „памук“; други спекулишу да потиче из Фустата, предграђа Каира где се производила тканина.
Одећа је позната и под другим именима; укључујући тсамику или чамику, повезану са етнонимом албанске подгрупе Чами,  и клефтики, повезаним са разбојницима познатим као клефтови.

## Галерија
- Јори Муцитано, први вођа првог арумунског бенда у УМРО
- Грк и Албанац у костиму Фустанела, Русија, 1862.
- Македонска ношња у Музеју Северне Македоније у Скопљу.
- Грчки генерал краљевске фаланге у униформи, 1835.
- Спиридон Луис, олимпијски шампион у маратону (1896).
- На карневалу у Венецији слика Михаила Скотија .
- Официр грчке председничке гарде, Атина.
- Албанац у Каиру, Жан-Леон Жером, око 1880
- Албански лидер Хамза Казази, фотографисан око 1858
- Црна фустанела, коју носе Грци Македонци .
- Краљевска гарда Албаније 1921.
- Иљо Војвода је био бугарски македонски револуционар (1867).
- С'улиот Ратник, Луи Дупре, 1820.
- Почасна гарда на гробу незнаног војника, трг Синтагма, Атина, 2006.
- Смена страже на гробу Незнаног војника, 2005.
- Каракачани у Тракији, 1938.
- Арванитски ратник на акварелној слици Карла Хага, 1861.[101]
- Албански официр Жан-Леон Жерома, 1894.
- Арванит из Димија, Ахеја, око 1903 [102]
- Грк на Криму, 19. век

### Цитати
1. 1 2  Volait 2021, стр. 202; Flaherty 2023, стр. 38–39; Scarce 2017, стр. 159–164, 170–172.
2. 1 2  Romagnoli 2010, стр. 68; Brnardic 2004, стр. 37–38
3. ↑  Chartrand & Courcelle 2000, стр. 20.
4. ↑  Volait 2021, стр. 202; Baleva 2021, стр. 77–85; Baleva 2017, стр. 241–243; Scarce 2017, стр. 170–172.
5. 1 2  Baleva 2021, стр. 77–85; Baleva 2017, стр. 241–243.
6. 1 2  Volait 2021, стр. 202; Scarce 2017, стр. 158, 170–172.
7. ↑  Koço 2004, стр. 161
8. 1 2  Andromaqi Gjergji (2004). Albanian Costumes Through the Centuries: Origin, Types, Evolution. Academy of Sciences of Albania, Inst. of Folc Culture. стр. 209. ISBN 978-99943-614-4-1.
9. 1 2 3 4 5 6 7  Skafidas 2009, стр. 148.
10. ↑  Evans 2006, стр. 126.
11. ↑  Kyrou, Adonis K. (2020). „The Cave of Nympholeptos: From the dances of the Nymphs to neoplatonic contemplation”. KYDALIMOS: Studies in Honor of Prof. Georgios St. Korres, Vol. 3 (на језику: грчки). National and Kapodistrian University of Athens. стр. 157. ISBN 978-960-466-231-9. „Πρόκειται για τη, λίγο μεγαλύτερη του φυσικού, ανάγλυφη απεικόνιση του Αρχεδήμου, λαξευμένη από τον ίδιο επάνω στην επιφάνεια του ενδιάμεσου βραχώδους σχηματισμού, που όπως είδαμε χωρίζει το σπήλαιο σε δύο μεγάλους θαλάμους. Φορώντας βραχύ χιτώνα, δεμένο σε πτυχές στη μέση σαν φουστανέλα (εύζωνος, από το επίρρημα ευ και το ρήμα ζώνυμι), όπως συνήθιζαν οι αρχαίοι σε ώρες γεωργικής ή άλλης χειρωνακτικής απασχολήσεως, ...”
12. 1 2  Keramopoulos, Antonios (1953). „Η φουστανέλλα”. Λαογραφία (на језику: грчки). 15. Ελληνική Λαογραφική Εταιρεία. стр. 239—240, 243.
13. 1 2  Notopoulos 1964, стр. 114
14. ↑  Papantoniou, Ioanna (2000). Greek Dress: From Ancient Times to the Early 20th Century (на језику: енглески). Εμπορική Τράπεζα. стр. 208. ISBN 978-960-7059-11-6. „Keramopoullos's theory that the fustanella was descended from the Roman military uniform seems to me more likely.”
15. ↑  „Brief History of the Kilt - the Scottish Tartans Museum and Heritage Center, Inc”.
16. ↑  „The History of Irish Kilts”. 17. 10. 2019.
17. ↑  Smithsonian Institution & Mouseio Benakē 1959, стр. 8: "From the ancient chiton and the common chitonium (short military tunic), fastened by a belt round the waist and falling into narrow regular folds, is derived the fustanella which by extension gives its name to the whole of the costume."
18. ↑  Fox 1977, стр. 56: "The young shepherd wears a fustanella, descendant of the military tunic of ancient Greece, now rarely worn except by certain regiments."
19. ↑  Lynch, Strauss, 2014, p. 126
20. ↑  Notopoulos 1964, стр. 110, 122.
21. 1 2  Kazhdan 1991, "Akritic Imagery", p. 47: "While 35 plates have the warrior wearing the podea or pleated skirt (sometimes called a fustanella) attributed to Manuel I, the "new Akrites," in a Ptochoprodromic poem, and 26 have him slaying a dragon, neither iconographic element is sufficient to identify the hero specifically as Digenes because both the skirt and the deed characterize other akritai named in the Akritic Songs."
22. ↑  Mesi 2019, стр. 46.
23. ↑  Hoti 1989, стр. 224.
24. ↑  Gjergji 2004, стр. 16: "Among the most important documents is one of the year 1335, which relates how at the port of Drin, near Shkodra, a sailor was robbed of the following items: (ei guarnacionem, tunicam, mantellum, maçam, de ferro, fustanum, camisiam abstulerunt). This is the earliest known evidence in which the "fustan" (kilt) is mentioned as an item of clothing along with the shirt."
25. ↑  Skafidas 2009, стр. 146–147.
26. 1 2  Welters 1995, стр. 59.
27. 1 2  Gjergji 2004, стр. 115.
28. 1 2 3 4  Flaherty 2023, стр. 38–39.
29. 1 2  Brnardic 2004, стр. 37–38.
30. 1 2 3  Chartrand & Courcelle 2000, стр. 20
31. 1 2  Scarce 2017, стр. 170–171.
32. ↑  Meço 2011, стр. 405.
33. 1 2  De Rapper 2005, стр. 182–183: "By the beginning of the nineteenth century and later on, the British, French and Austrian travellers who visited Lunxhëri, most of them arriving from Ioannina, described the Lunxhots as Albanian-speaking Orthodox Christians, and had the feeling that, starting north of Delvinaki, they were entering another country, although the political border did not exist at the time. Greek was not spoken as it was further south, there was a change in the way of life and manners of the peasants. As one traveller reported Hobhouse 1813: Every appearance announced to us that we were now in a more populous country. (...) the plain was every where cultivated, and not only on the side of Argyro-castro [Gjirokastër]... but also on the hills which we were traversing, many villages were to be seen. The dress of the peasants was now changed from the loose woollen brogues of the Greeks, to the cotton kamisa, or kilt of the Albanian, and in saluting Vasilly they no longer spoke Greek."
34. ↑  Athanassoglou-Kallmyer 1983, стр. 487–488: "Delacroix's fascination with the near east in the 1820s, in part as a result of his interest in the Greek War of Independence, accounts for a number of studies of oriental costumes, among which the best known are perhaps his oil sketches representing dancing Suliots (Fig. 38). A water-colour of Two Albanians, in a private collection in Athens, can now be related to this group of works (Fig. 34). Two chieftains are shown within a landscape that recedes towards a low, distant horizon. The man on the left poses in rather stiff contrapposto. His companion sits cross-legged, Oriental style. The standing man wears the white kilt, and embroidered vest and sash typical of Albanian dress...As opposed to the rather general handling of the setting, the figures are depicted with great specificity. Delacroix must have intended the latter to serve as mementoes, as records of ethnic types and dress, part of the process of collecting Orientalist visual imagery in which he was engaged in the 1820s. His enthusiasm at the lush beauty of the Albanian costume must have matched that of his favourite poet at the time, Byron. In a letter to his mother from Epirus dated 12 November 1809, Byron had marvelled at 'the Albanians, in their dresses, (the most magnificent in the world, consisting of long, white kilt, gold-worked cloak, crimson velvet gold laced jacket and waist-coat, silver mounted pistols and daggers)...he admitted to having succumbed to the temptation and acquired some of these 'magnificent Albanian dresses...They cost fifty guineas each, and have so much gold, they would cost in England two hundred'."
35. 1 2 3 4  Suparaku 2013, стр. 170.
36. 1 2  Mesi 2019, стр. 47.
37. ↑  Koço 2015, стр. 17: "The closely observing eye of the painter Edward Lear, in his travels around Albania in 1848 and 1849, depicted the fustanella as a typical national costume of the Albanians."
38. ↑  Hernandez 2019, стр. 408–409.
39. 1 2  Blumi 2004, стр. 167: "While quite popular among those who depicted Malesorë life in paintings, the use of the foustanella among Ghegs was basically reserved for formal occasions; it was worn by groups in the Kelmendi, Hoti, Shala and Berisha village groups. On such important occasions such as declarations of allegiance, the settlement of disputes and the election of paramount representatives, elite males would adopt these long white garments and wear their tirq underneath. The foustanella became famous once King Otto of Greece declared it the national dress of independent Greece, probably due to the fact his largely Albanian speaking army wore it."
40. ↑  Tomes 2011, стр. 44.
41. 1 2 3 4 5 6 7  Konitza 1957, стр. 85–86.
42. 1 2 3 4  Konitza 1957, стр. 67.
43. ↑  Kaphetzopoulos, Ioannis; Flokas, Charalambos; Dima-Dimitriou, Angeliki (2000). The struggle for Northern Epirus (на језику: енглески). Hellenic Army General Staff, Army History Directorate, Hellenic Army General Staff. ISBN 9789607897404. „Initially, as there were no military uniforms, the enlisted men were distinguished by wearing a uniform head covering, made of a khaki material, with the sign of a cross, for enlisted men, and the double-headed eagle for officers, as well as a blue arm-band, and the initials of the Delvino Regiment (Sigma Delta). Later on, the situation improved, and all enlisted men wore Evzone uniforms.”
44. ↑  Lada-Minōtou, Maria (1993). Greek Costumes: Collection of the National Historical Museum. Historical and Ethnological Society of Greece. стр. xxvii. „There are, however, examples where the sigouni is worn over a pleated skirt of the foustanela type, as at Dropoli and Tepeleni in Northern Epirus”
45. 1 2 3  Baleva 2017, стр. 241–243.
46. ↑  Elsie, Robert. „Jean-Léon Gérôme (1824-1904)”. albanianart.net.
47. ↑  Flaherty, Chris (2021). „Arnaout: Albanian (mounted infantry) regiment”. Turkish army Crimean war uniforms – Volume 2. Soldiers & Weapons. 41. Soldiershop Publishing. стр. 23. ISBN 9788893277846.
48. ↑  Wahba 1990, стр. 103–104.
49. 1 2 3 4  Morgan 1942, стр. 132–133: "Most of these men are warriors with long curling locks falling down their backs, clad in pleated tunics or chain mail with short pointed caps on their heads. They wield swords, and protect themselves with shields, either round or shaped like a pointed oval...The mace-bearer of No. 1275 is clad in chain mail with a heavy pleated fustanella worn about his hips. The importance of this latter piece is very considerable, for the details of the costume, often shown on Incised-Sgraffito figures, are very clear, and make it certain that the fustanella exists as an independent garment and is not an elaboration of the lower part of a tunic. It is consequently demonstrable that this characteristic garment of latter-day Greece was in common use as early as the twelfth century in Greek lands."
50. 1 2 3 4 5  Vroom 2014, стр. 170–171
51. ↑  Notopoulos 1964, стр. 110: "These lines are triply valuable for they tell us (1) the early popularity of Akritas; (2) the existence of the source of the Grottaferrata by the twelfth century; (3) that Digenes wears kilts which appear in the Byzantine plates as the fustanella, the key for the identification of the warriors in the plates."
52. ↑  Doğer 2004, стр. 89
53. ↑  Morgan 1942, стр. 133, 317–318, 333.
54. ↑  Notopoulos 1964, стр. 113: "We can dispose of any lingering doubts as to the identification of the hero with Akritas rather than St. George or Alexander by considering one important piece of evidence that has not been exploited before, namely, the fustanella, the pleated kilt worn by the dragon slayers and by many other figures in the Byzantine plates. We have already seen that the twelfth century poet Prodromos describes Digenes as wearing kilts, a detail which is also mentioned in the Grottaferrata version. The Byzantine plates corroborate this key detail in the identification. Thirty-five plates show such warriors wearing the fustanella. Of these at least eight plates, on which the identification with Digenes rests, show a warrior slaying a dragon."
55. ↑  Notopoulos 1964, стр. 114: "They are not clad in armor, nor in helmets. They wear a cap, a cloth doublet, and their pleated kilt is unmistakably different from that of the other class of warriors. Their kilt resembles the klepht fustanella; it is longer, more flared, fluid, and ornamented with decorative stripes, horizontal or vertical. It is this difference in kilts that distinguishes the warriors in the Byzantine plates from the imperial forces depicted in other manifestations of Byzantine art. The kilts in our plates belong to the akrites, whose garb is required by their way of life and the guerrilla type of warfare described in the Byzantine military treatise."
56. ↑  Notopoulos 1964, стр. 113–115: "A comparison of the fustanella warriors on the Byzantine plates with the klephts of the Greek Revolution of 1821–30, shown in the primitive paintings of Makriyiannes, shows that we are dealing in both instances with a garment which is peculiarly suited to a fast, mobile guerrilla mountain type of warrior...This kind of warfare, also described in the Akritan ballads, called for a fast mobile guerrilla type of soldier. What kind of dress is suitable for this kind of warfare? Nothing better than the fustanella worn by the Akritan warriors in the Byzantine plates."
57. ↑  Skafidas 2009, стр. 146–147.
58. ↑  Verinis 2005, стр. 139–175: "Thought originally to have been a southern Albanian outfit worn by men of the Tosk ethnicity and introduced into more Greek territories during the Ottoman occupation of previous centuries, the "clean petticoat" of the foustanéla ensemble was a term of reproach used by brigands well before laografia (laographía, folklore) and disuse made it the national costume of Greece and consequently made light of variations based on region, time period, class or ethnicity."
59. ↑  Tzanelli, Rodanthi (2008). Nation-Building and Identity in Europe: The Dialogics of Reciprocity. Palgrave Macmillan. стр. 78–80. ISBN 978-0-230-55199-2.
60. 1 2  Maxwell 2014, стр. 170–171: "The foustanela, like the Scottish kilt or Lady Llanover's Cambrian Costumes, provides ample material for authenticity—fabrication debates, not least because its origins apparently lie in Albania. During the Greek independence war, however, its Greek connotations became so powerful that foreign Philhellenes adopted it to show their sympathy for the Greek cause. Henry Bradfield, a surgeon who served in Greece, observed one English gentleman who tried to make a foustanela from a sheet. Philhellene enthusiasm for the foustanela survived knowledge of its Albanian origins, Philhellene William Whitcombe described the foustanela as a light Albanian kilt" in his 1828 memoirs."
61. 1 2 3  Langkjær 2012, стр. 114.
62. ↑  Bialor 2008, стр. 67–68 (Note #4): "Also, Albanians, Arvanito–Vlachs, and Vlachs, from the fourteenth until the nineteenth centuries, had settled major areas of Northwestern and Central Greece, the Peloponessos and some of the Saronic and Cycladic islands. Though usually remaining linguistically distinct, they participated "as Greeks" in the War of Independence and in the further development of the new nation. As a consequence of extensive Albanian settlement, the Greek national dress up until the twentieth century was the Albania foustanella (pleated skirt) with pom-pommed curved shoes called tsarouchia."
63. ↑  St. Clair 1972, стр. 232: "Gradually, more and more Greeks found ways of getting themselves on the Government's pay roll. The money was never accounted for in detail. A captain would simply contract to provide a number of armed men and draw pay for that number. Again, the opportunities for embesslement were eagerly seized. Anyone who could muster any pretensions to a military status appeared in Nauplia demanding pay. It was probably at this time that the Albanian dress made its decisive step towards being regarded as the national dress of Greece. The Government party, being largely Albanians themselves, favoured the dress and a version of it was common among the Greek klephts and armatoli. Now it seemed that anyone who donned an Albanian dress could claim to be a soldier and share in the bonanza."
64. ↑  Skafidas 2009, стр. 148: "The modern fustanella appears in Greece worn by Albanians, and especially the Arvanites, as Greeks of Albanian ancestry were called, most of whom fought alongside the Greeks against the Turks in the long war of independence."
65. 1 2  Volait 2021, стр. 202.
66. 1 2  Baleva 2021, стр. 77–85.
67. 1 2  Scarce 2017, стр. 170–172.
68. ↑  Ethniko Historiko Mouseio 1993, стр. xxx: "The foustanela was worn by the armatoli and klephts in the pre-revolutionary period and by the freedom-fighters in the War of Independence."
69. ↑  Speake, Graham (2021). Encyclopedia of Greece and the Hellenic Tradition. Taylor & Francis. стр. 518.
70. ↑  Verinis 2005, стр. 139–175
71. 1 2 3 4 5  Angelomatis-Tsougarakis 1990, стр. 106: "On the other hand, Albanian dress was daily becoming more fashionable among the other nationalities. The fashion in the Morea was attributed to the influence of Ydra, an old Albanian colony, and to the other Albanian settlements in the Peloponesse. Ydra, however, could not have played a significant part in the development since its inhabitants did not wear the Albanian kilt but the clothes common to other islanders. In the rest of Greece it was the steadily rising power of Ali Pasha that made the Albanians a kind of ruling class to be imitated by others. The fact that the Albanians dress was lighter and more manageable than the dress the Greek upper classes used to wear also helped in spreading the fashion. It was not unusual even for the Turks to have their children dressed in Albanian costume, although it would have been demeaning for them to do so themselves."
72. ↑  Gerolymatos 2003, стр. 90: "Greek fashion in the nineteenth century saw men dressed in the Albanian kilt while women followed the Muslim tradition of covering themselves up, including the face and eyes."
73. 1 2  Welters 1995, стр. 59: "According to old travel books, the nineteenth-century traveler could readily identify Greek-Albanian peasants by their dress. The people and their garb, labeled as "Albanian", were frequently described in contemporary written accounts or depicted in watercolours and engravings. The main components of dress associated with Greek-Albanian… men an outfit with a short full skirt known as the foustanella.", pp. 59–61. "Identifying the Greek-Albanian man by his clothing was more difficult after the Greek war of Independence, for the so-called "Albanian costume" became what has been identified as the "true" national dress on the mainland of Greece. In admiration for the heroic deeds of the Independence fighters, many of whom were Arvanites, a fancy version of the foustanella was adopted by diplomats and philihellenes for town wear.", pp. 75–76. "The townspeople who gave up their Turkish-style clothing after Greece attained its independence communicated solidarity with the new Greek democracy by wearing foustanella. This was clear example of national dress. At the same time, those who dwelled in villages and on mountainsides kept their traditional clothing forms, specifically the sigouni and the chemise."
74. ↑  Brnardic 2004, стр. 37.
75. ↑  Maxwell 2014, стр. 172: "Othon apparently arrived in Greece wearing a Bavarian military uniform, but soon adopted the foustanela (see Figure 8.1) not only for official portraits, but in daily life. Courtier Hermann Hettner wrote that the King habitually received guests in "the Greek national costume, resplendent in silver and gold." Othon dressed his court in foustanela as early as 1832, queen Amalia also dressed her ladies-in-waiting in analogous Greek costumes. The costume seems to have genuinely pleased Othon: after being forced from power in 1862, he continued to wear it in his German retirement. Othon also made the foustanela a service uniform by imposing it on government officials… Government officials also wore the foustanela abroad, which occasionally led to embarassment [sic] ... Othon showed less enthusiasm for the foustanela as a military uniform. He initially intended to use Bavarian-style uniforms in his army, but backed down when threatened with mass resignations and the resultant banditry."
76. 1 2  Skafidas 2009, стр. 150.
77. ↑  Scarce 2017, стр. 172.
78. ↑  Todorova 1984, стр. 544.
79. ↑  Todorova 1984, стр. 559.
80. ↑  Speake, Graham (2021). Encyclopedia of Greece and the Hellenic Tradition. Taylor & Francis. стр. 518.
81. 1 2  Welters 1995, стр. 70: "The name Roumeliotes was applied to the Sarakatsani because centuries ago they returned to mainland Greece to pasture their sheep every summer (Koster and Koster 1976: 280)."; p. 63. "Sarakatsani men were not as uniform in their attire as Sarakatsani women. The men wore outfits made from handwoven wool with either trousers (panovraki) or foustanella skirts depending on the local tradition (Papantoniou 1981:11)."; p. 67. "Papantoniou associates two types of male garments with the Vlachs, the white trousers (of the type seen in Fig. 3.4) and the homemade foustanella (Papantoniou 1981: 11, 41). It should be remembered that both trousers and foustanella were also worn by Sarakatsani men."
82. 1 2  Maxwell 2014, стр. 176: " By the end of the nineteenth century, the foustanela was no longer an everyday costume. Civilians wore what James Verinis dubbed the "town foustantela" [astiki enthimasia fóustanela] only on special occasions. On the Aegean Islands, where it had never been part of peasant dress, the foustanela appeared even more ceremonial. At the turn of the century, Harriet Boyd Hawes, a British archaeologist in Crete, reported that Locals had seen the foustanela "if at all, only in patriotic plays representing heroes of the Revolution of '21." Hawes also found that when she dressed her Greek assistant in one, he could overawe Local villagers who mistook it for a government uniform."
83. 1 2  Papaloizos, Theodore C. (2009). Modern Greek: Nea ellenika (на језику: енглески). Papaloizos Pub: Greek123. стр. 107. ISBN 978-0-932416-02-5.
84. ↑  Karalis, Vrasidas (2012). History of Greek Cinema (на језику: енглески). A&C Black. стр. 23. ISBN 9781441194473.
85. ↑  Psaras, Marios (2016). The Queer Greek Weird Wave: Ethics, Politics and the Crisis of Meaning (на језику: енглески). Springer. стр. 105. ISBN 9783319403106.
86. ↑  Skafidas 2009, стр. 150–151.
87. ↑  Smithsonian Institution & Mouseio Benakē 1959, стр. 31; Fox 1977, стр. 56.
88. ↑  Smithsonian Institution & Mouseio Benakē 1959, стр. 8: "The yileki (bolero), the mendani (waistcoat) and the fermeli (sleeveless coat) which are worn with the fustanella, and their mode of decoration, are reminiscent of the ornamented breastplates of ancient times. The selachi (leather belt) with its gold or silver embroidery, worn round the waist over the fustanella, and in whose pouches the armed chieftains, the Armatoli and Klephts of the War of Independence placed their arms, recalls the ancient girdle; 'gird thyself' meant 'arm thyself' (Homer, Iliad)."
89. ↑  Gjergji 2000, стр. 182.
90. 1 2  Romagnoli 2010, стр. 68.
91. ↑  Romagnoli 2010, стр. 69.
92. 1 2  Trapuzzano 2005, стр. 9.
93. ↑  Gjergji 2004, стр. 207
94. ↑  Scarce 2017, стр. 164.
95. ↑  „Tatavla Karnavalı” (на језику: Turkish). Tatavla. Архивирано из оригинала 16. 12. 2011. г. Приступљено 28. 12. 2011.
96. ↑  Tracey-Miller & Strauss 2014, стр. 127
97. ↑  Institute of Modern Greek Studies 1998.
98. ↑  Oxford English Dictionary; Babiniotis 1998.
99. ↑  Koço 2015, стр. 15.
100. ↑  Bada 1995, стр. 137.
101. ↑  Balta, Evangelia; Wittman, Richard (2019). „Historical comments on the Illustrations in the Harvard Fulgenzi Album of Lithographs (1836-38)”.  Ур.: Collaço, Gwendolyn. Prints and Impressions from Ottoman Smyrna: The Collection de Costumes Civils Et Militaires, Scènes Populaires, Et Vues de L'Asie-Mineure Album (1836-38) at Harvard University's Fine Arts Library. Memoria : fontes minores ad historiam Imperii Ottomanici pertinentes. 4. Max Weber Stiftung. стр. 76. „The 1861 depiction of an Arvanite warrior by Carl Haag at the Benaki Museum in Athens is but one of the more well-known such portrayals.”
102. ↑  Koryllos, Christos (1903). Χωρογραφία της Ελλάδος (на језику: грчки). Εκ του Τυπογραφείου των Καταστημάτων "Ανέστη Κωνσταντινίδου". стр. 21—23.